# Dovilė Dzindzaletaitė
Dovilė Dzindzaletaitė, coniugata Kilty (Šiauliai, 14 luglio 1993), è una triplista lituana, campionessa europea under 23 nel 2015.

## Palmarès
| Anno | Manifestazione    | Sede       | Evento       | Risultato | Prestazione | Note                                     |
| ---- | ----------------- | ---------- | ------------ | --------- | ----------- | ---------------------------------------- |
| 2012 | Mondiali juniores | Barcellona | Salto triplo | Argento   | 14,17 m     |                                          |
| 2013 | Europei indoor    | Göteborg   | Salto triplo | 14ª (q)   | 13,53 m     | Miglior prestazione personale stagionale |
| 2013 | Europei under 23  | Tampere    | Salto triplo | 9ª        | 13,11 m     |                                          |
| 2014 | Europei           | Zurigo     | Salto triplo | 16ª (q)   | 13,44 m     |                                          |
| 2015 | Europei indoor    | Praga      | Salto triplo | 16ª (q)   | 13,67 m     |                                          |
| 2015 | Europei under 23  | Tallinn    | Salto triplo | Oro       | 14,23 m     | Record nazionale                         |
| 2015 | Mondiali          | Pechino    | Salto triplo | 19ª (q)   | 13,58 m     |                                          |
| 2017 | Mondiali          | Londra     | Salto triplo | 15ª (q)   | 13,97 m     |                                          |
| 2018 | Mondiali indoor   | Birmingham | Salto triplo | 12ª       | 13,90 m     |                                          |
| 2018 | Europei           | Berlino    | Salto triplo | 23ª (q)   | 13,75 m     |                                          |
| 2019 | Europei indoor    | Birmingham | Salto triplo | nm (q)    | nm (q)      |                                          |
| 2019 | Mondiali          | Doha       | Salto triplo | 14ª (q)   | 14,09 m     |                                          |
| 2022 | Europei           | Monaco     | Salto triplo | 12ª       | 13,27 m     |                                          |
| 2023 | Europei indoor    | Istanbul   | Salto triplo | 6ª        | 13,92 m     | Miglior prestazione personale stagionale |
| 2023 | Mondiali          | Budapest   | Salto triplo | 20ª (q)   | 13,87 m     |                                          |
| 2024 | Mondiali indoor   | Glasgow    | Salto triplo | 13ª       | 13,46 m     |                                          |
| 2024 | Europei           | Roma       | Salto triplo | 17ª (q)   | 13,69 m     |                                          |
| 2025 | Europei indoor    | Apeldoorn  | Salto triplo | 4ª        | 13,80 m     |                                          |

## Campionati nazionali
- 4 volte campionessa nazionale del salto triplo (2013, 2014, 2015, 2018)
- 5 volte campionessa nazionale indoor del salto triplo (2012, 2013, 2014, 2015, 2018)